# Johann Georg Heinzmann

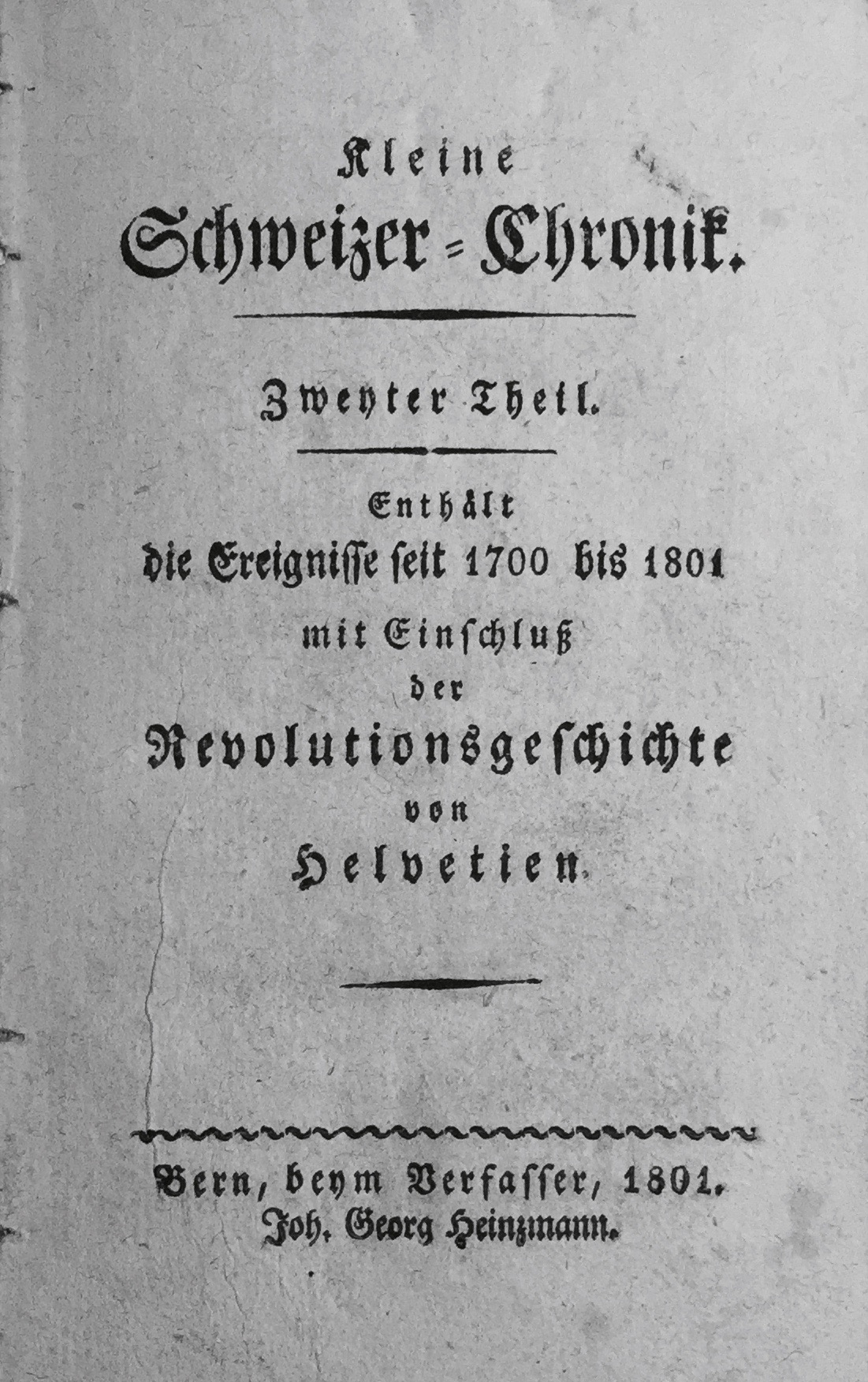
Der 1018 Seiten starke 2. Teil von Heinzmanns Kleiner Schweizer-Chronik enthält Materialien zur Geschichte der Helvetischen Revolution.

Johann Georg Heinzmann (geboren am 27. November 1757 in Ulm; gestorben am 23. November 1802 in Basel) war ein deutscher Buchhändler, Schriftsteller und Kompilator.

## Leben
Heinzmanns Vater hatte es vom wandernden Schneidergesellen zum begüterten Kaufmann in Ulm gebracht, durch unglückliche Bürgschaften dann aber sein Vermögen wieder ganz verloren. Das brachte mit sich, dass Heinzmann 1770 mit 13 Jahren das Gymnasium verlassen und eine Buchhandelslehre bei der Löfflerschen Hofbuchhandlung in Mannheim beginnen musste. Dort blieb er bis 1776 und las begierung, kehrte danach nach Ulm zurück, wo er bei Stettin arbeitete. 1778 übersiedelte er nach Bern, wo er Kommis der damals von Rudolf Albrecht Haller geführten Hallerschen Buchhandlung wurde.
In den folgenden Jahren unternahm Heinzmann zahlreiche Geschäftsreisen und lebte auch ein Jahr in Lausanne (1782) und zwei Jahre in Basel (1783–1784). 1780 erschien eine erste Kompilation, die Feyerstunden der Grazien, ein vor allem für weibliche Leser gedachtes Lesebuch, das zuletzt in 6 Bänden bis 1794 erschien. Bei dieser wie auch bei späteren Schriften liess Heinzmann zur Verbesserung des Absatzes einzelne Teile erneut unter anderem Titel auflegen, so gab es den zweiten Band auch als Poetische Anthologie für Töchter und den dritten bis sechsten Band als Lehrbuch der brauchbaren Wissenschaften für Mädchen von reiferem Alter. In der Vorrede der ersten Ausgabe von 1780 schreibt er: Uebrigens war es meine erste Sorge nichts in dieses Buch aufzunehmen, was der Sittlichkeit und den feinen Empfindungen hätte anstössig sein können. Dementsprechend ist die Auswahl der Förderung von Sanftmut und Frömmigkeit verschrieben und die eigenen Beiträge Heinzmanns folgen einem durchaus sehr traditionellen Frauenbild.
1785 erschien eine weitere Kompilation, die Litterarische Chronik, in der er sich wie sonst auch aus verschiedensten Quellen bediente, meist ohne die Quellen namentlich zu benennen. Zugleich brachte er eine Auswahl von Lessings Schriften (Analekten für die Litteratur) heraus, was Friedrich Nicolai in der Allgemeinen deutschen Bibliothek veranlasste, vom „Harpyengeschlecht“ der Nachdrucker zu schreiben, das „von jeher […] seine besudelten Hände in die köstlichsten Mahle [schlägt]“. 
Heinzmanns Name wird nicht genannt, Nicolai spricht nur von einem „saubren Zunftgenossen“. 
Heinzmann, der nach eigener Aussage nur gewünscht hatte, „dem Andenken Lessing’s eine Cypresse [zu] winden“, beklagte sich daraufhin in seiner Vorrede zum dritten Band der Litterarische Chronik über Nicolai, dem die „moralische Güte“ fehle, suchte sich aber selbst in der Folge an Nicoli möglichst zu rächen. Es muss allerdings anerkannt werden, dass einige von Heinzmann abgedruckte wichtige Werke Lessings zu jener Zeit im Buchhandel vergriffen waren, er hat sich also um deren Verbreitung verdient gemacht, so jedenfalls Rudolf Ischer.
1787 brachte Heinzmann Albrecht von Hallers Tagebuch seiner Beobachtungen über Schriftsteller und über sich selbst heraus, wobei unklar ist, wie Heinzmann in den Besitz der Aufzeichnungen gelangte. In der Vorrede dieser Schrift griff er den Leibarzt und Schüler Hallers Johann Georg Zimmermann scharf an, aus dessen Werken er sich bereits in den Feyerstunden der Grazien und auch ansonsten vielfach bediente. Der Angriff blieb ohne Folgen und auch Heinzmann verwendete Zimmermann weiter und äusserte sich lobend in späteren Schriften, wo er Zimmermann als Zeugen gegen die norddeutschen Aufklärer in Anspruch nimmt.
Im Sommer 1787 ging Heinzmann nach Ulm, um dort die Möglichkeit einer Niederlassung zu erkunden. Im Herbst 1788 heiratete er Marianne Hagnauer aus Aarau († 1802). Die eigenen Liebesbriefe brachte er 1791 unter dem Titel Briefe eines Schweizer Jünglings an seine Braut heraus, in denen er den eigenen Charakter als hitzig und empfindlich beschreibt, umso mehr bedürfe er daher eines sanftmütigen und nachgiebigen Weibes. Erst im Herbst 1789 kehrte das Ehepaar nach Bern zurück, wo Heinzmann für die Typographische Societät zu arbeiten begann.
Sein nächstes Sammelwerk, das Bürger-Journal, erschien anfangs als Zeitschrift in monatlichen Heften und enthielt Beiträge zu allen möglichen Themen: Vorkehrungen gegen das Lebendigbegrabenwerden, Volksvermehrung, Sittenverbesserungen, Kindsmörderinnen und unterbeschäftigte Bedienstete, die der Unzucht verfallen, ein buntes Allerlei mit Massgaben zur Lenkung sowohl des Staates als auch des Haushalts, das Ganze durchaus im Sinn einer vom Geist der Aufklärung geprägten Bürgerpädagogik. Wenn es allerdings um die Berliner Aufklärer um Nicolai geht, so äussert sich Heinzmann auffällig abfällig und spricht von „falschen Aufklärern“, „Lohnschriftstellern“, „Matadors“ etc. 
In den folgenden Jahren gab er dann noch einige Sprachlehr-, Wörter- und Schulbücher heraus, sowie Erbauungsschriften und Reiseliteratur (Rathgeber für Reisende 1793; Nachrichten für Reisende in der Schweiz 1796). 1794 und 1796 schliesslich erschien die Beschreibung der Stadt und Republik Bern in zwei Bänden, wobei Heinzmann nur den zweiten Band verfasste. In diesem lässt er sich mit starken Worten über Unsitten und Laster der Bauern aus, tadelt vorsichtig den Berner Händlergeist und äussert sich sehr zurückhaltend wo nicht lobend über Regierung und Polizei.
Als Heinzmanns wichtigstes und jedenfalls selbständigstes Werk gilt Appel an meine Nation von 1795, auch unter dem Titel Über die Pest der deutschen Litteratur. Hier nimmt er erneut die Fehde mit Nicolai auf und setzt sich auf gut 500 Seiten polemisch mit dem norddeutschen Rationalismus und der Berliner Aufklärung auseinander, die er nicht nur für spekulativen Buchmarkt, Professionalisierung der Autoren und die „Lesewut“ verantwortlich macht, sondern worin er auch eine antichristliche Verschwörung zu erkennen meint. Das Werk gilt als eine Hauptquelle für die Komplott-Theorie der Gegenaufklärung, welche die politischen Entwicklungen der Revolutionszeit dem geheimen Wirken einer im Wesentlichen mit dem Illuminatenbund identischen Gruppe zuschreiben wollte, die verdeckt auf den Sturz von Thron und Altar hinarbeite, und es wirkte weiter auf die Ideologie der Restauration nach dem Wiener Kongress. In seinen literaturkritischen Teilen stellt es einen Rundumschlag gegen die Berliner und Weimarer Autoren der Zeit dar, voran natürlich gegen Nicolai, aber auch gegen Schiller, Goethe, den zu gut verdienenden Wieland, gegen Kotzebue, Klinger und selbstverständlich gegen Heinse.
Das Werk und die dahinter stehende Haltung fand Anklang bei der Berner Regierung, die in schwierigen Zeiten der Bedrohung durch das revolutionäre Frankreich die Bevölkerung moralisch aufzurüsten gedachte, wobei ein Rückgriff auf die Geschichte und die Darstellung vergangenen Kriegsruhms als vielversprechend erschien. Heinzmann wurde daher mit dem Abfassen eines entsprechenden Werkes beauftragt, das ab 1795 in drei Bänden als Kleine Chronick für Schweizer erschien, eine Kompilation aus verschiedenen historischen Werken zur Geschichte der Schweiz mit besonderer Betonung des Berner Anteils an selbiger. 
Solchen Bemühungen zum Trotz wurde die Lage für Bern 1798 immer kritischer und Heinzmann wurde mit der Herausgabe der Eidgenössischen Nachrichten als offiziöses Organ der Berner Regierung mit dem Zweck der Förderung von Staatstreue, vaterländischer Gesinnung und der Entflammung von Kampfgeist betraut. Am 5. März 1798 wurden die Berner in der Schlacht am Grauholz geschlagen und französische Truppen rückten in der Stadt ein. In der folgenden Nummer vom 17. März zeigten die Eidgenössischen Nachrichten dann eine völlig veränderte Haltung, die Kriegsanstrengungen Berns wurden als vermessen bezeichnet und die Franzosen als Instrument in den Händen des Höchsten apostrophiert. Diese Flexibilität blieb bei manchen Schweizern unvergessen. Noch 1812 schrieb Markus Lutz in seinem Nekrolog denkwürdiger Schweizer aus dem 18. Jahrhundert:

„Kaum war aber General Brüne in die Stadt eingerückt und die alte Staatseinrichtung abgeschafft worden, so stimmte er einen auffallend andern Ton an, der demüthig und schmeichelnd für die Franzosen lautete. Seine „Frühstunden in Paris“, Basel 1816, sind eine Zusammenstellung von Lobpreisungen revolutionärer Thaten und Ereignisse, nur mit der drolligen Ausnahme der Stellen, wo der Anblick so vieler unläugbaren[sic] Gebrechen und Mängel dem Verfasser augenblicklich die Galle reizt, und warm und kalt aus ebendemselben Munde hervorgeht.“

Seine neuentdeckte Verehrung für das revolutionäre Frankreich wurde ihm jedoch zum Verhängnis, als er sich entschloss, das nun französischen Bern lieber doch zu verlassen und zumindest vorübergehend zurückzukehren in seine Heimatstadt Ulm. Er schickte Frau und Kinder voraus und reiste dann mit der Postkutsche nach, in der er mit einigen französischen Emigranten ins Gespräch geriet und diesen gegenüber offenbar das Lied der Revolution sang. Seine Reisegefährten informierten dann offenbar zuständige Stellen in Ulm, Heinzmann kam nämlich am 2. Mai dort an und am 7. Mai bereits wurde ihm eröffnet, dass er die Stadt binnen 12 Stunden zu verlassen habe, da man befürchtete, dass Heinzmann nun auch in Ulm eine Revolution anzetteln könnte. Diesem Vorgang, der ihn als einen Märtyrer revolutionärer Gesinnung auswies, verschaffte er durch Publikation einer entsprechenden Schrift (Exposé d'un traitement arbitraire, eprouvé par un citoyen d'Ulm 1798) weitere Publizität. Der Darstellung Heinzmanns setzte der Ulmer Rat dann eine Aktenmäßige Darstellung betreffend den von Ulm, auf Verlangen des dasigen K. K. Herrn Festungskommandanten Obristen Baron von Schaumberg sich zu entfernen angewiesenen Buchhändler, Johann Georg Heinzmann entgegen.
Nach Bern zurückgekehrt wurde Heinzmann Geschäftsführer der Typographischen Societät und gab die Eidgenössischen Nachrichten mit unveränderter Tendenz nun unter dem Titel Neue Berner Nachrichten heraus. Im Juni und August 1798 unternahm er dann auch eine Reise nach Paris. Aus der Korrespondenz dieser Reise mit späteren Zusätzen entstand dann das schon oben erwähnte Buch Frühstunden in Paris, in dem er zu erkennen gibt, dass die Unreinlichkeit und Unsittlichkeit der Hauptstadt, die zahlreichen Raubüberfälle und Morde und das öffentliche Ausstellen obszöner Gemälde seinen Glauben an die Revolution doch gelegentlich erschütterten. Auch seine dort geäusserte Hoffnung, dass Bonaparte dem Beispiel George Washingtons folgen und, nachdem die Errungenschaften der Revolution gesichert wären, sich still ins Privatleben zurückziehen würde, wurden bekanntlich enttäuscht. Im gleichen Jahr 1800 hatte er seine Aufsätze über Napoleon, um einige Anekdoten vermehrt, unter dem Titel Leben und Heldenthaten von Bonaparte, Obergeneral der fränkischen Armeen und nun erster Konsul der großen Republik veröffentlicht und war damit Verfasser einer der ersten biografischen Schriften über Bonaparte.
Heinzmann starb 1802 im Alter von 44 Jahren auf einer Reise nach Ulm (wo er sich erneut niederzulassen gedachte) in Basel.

## Schriften
- Die Feyerstunden der Grazien. Bern 1780, Digitalisat. Die Feyerstunden der Grazien. Neue Ausgabe. 6 Bde. Bern 1788–1794.
- Litterarische Chronik. Kompilation. 3 Bde. Bern 1785–1788, Bd. 1–2.
- Gemälde aus dem aufgeklärten achtzehenden Jahrhundert. 2 Bde. Bern & Leipzig 1786, Bd. 1, 2.
- Beobachtungen und Anmerkungen auf Reisen durch Deutschland in Fragmenten und Briefen. Leipzig 1788, Digitalisat.
- Neujahrsgeschenk für Jünglinge die sich der Handelschaft wiedmen. Leipzig 1789, Digitalisat
- Patriotisches Archiv für die Schweiz. Erster Theil. Basel 1789, Digitalisat.
- Historisches Bilderbuch des Edlen und Schönen aus dem Leben würdiger Frauenzimmer. Bern 1790, Digitalisat.
- Wünsche an meine Vaterstadt [= Ulm]. 1790.
- Briefe eines Schweizer Jünglings an seine Braut. Bern 1791, Digitalisat.
- Bürger-Journal oder kleine Familienbibliothek für Schweizer. Sammelwerk. 3 Bde. Bern 1791–1792, Bd. 1, 2, 3. Der erste Band erschien 1790 bis 1791 in monatlichen Heften. 1795 unter dem Titel: Lesebuch zur Erweiterung der gemeinnützigen Aufklärung unter Staatsmännern und Bürgern in Städten.
- Die Feyerstunden des Geschäftsmanns. Bern 1792. Unveränderter Nachdruck von Bd. 3 des Bürger-Journals unter neuem Titel.
- Rathgeber für junge Reisende. Bern 1793.
- Beschäftigung für Kranke. Ein Handbuch für jedermann der mit einem festen Sinn … selbst dem Tode froh entgegen gehen will. Vorbereitung auf die Leidens- und Sterbenstage. 2 Bde. Basel 1794.
- Beschreibung der Stadt und Republik Bern. 2 Bde. Bern 1794–1796, Digitalisat.
- Appel an meine Nation über Aufklärung und Aufklärer. Über Gelehrsamkeit und Schriftsteller; über Bücher Manufakturisten, Rezensenten, Buchhändler; über moderne Philosophen und Menschenerzieher; auch über mancherlei Anderes, was Freiheit und Menschenrechte betrifft. Bern 1795, Digitalisat. Auch unter dem Titel: Über die Pest der deutschen Literatur.
- Frauenzimmer-Toilette, ohne Schminke. Oder helvetischer Ehestands-Almanach, auf das Jahr 1795. Neuenstadt 1795.
- Kleine Chronick für Schweizer. 3 Bde. Bern 1795–1804, Bd. 1, 2.1, 2.2, 3. Auch unter dem Titel: Ein neues feines Schweizer-Kroniklein voll auserlesener und schöner Geschichten, die sich in unsrer lieben Eidgenossschaft zugetragen haben. Zu Nutzen und Frommen der lieben Bauersame. Der dritte Band erschien postum.
- Le petit dictionnaire des voyageurs françois-allemand et allemand-françois contenant les mots les plus usités pour aider aux étrangers à se faire entendre chez les deux nations. = Kleines französisch- und deutsches und deutsch-französisches Wörterbuch zum Gebrauch für Reisende und auf Schulen, auch für Anfänger im Übersetzen. Eine Auswahl der gebräuchlichsten und nothwendigsten Wörter und Stammwörter. Bern 1795.
- Nachrichten für Reisende in der Schweiz. Bern 1796.
- Avis aux Voyageurs en Suisse, avec une Nouvelle carte. Berne 1796.
- Akademie junger Schweizer. 2 Bde. Bern 1797.
- August Burkardts Anleitung zur Bücherkunde in allen Wissenschaften. Grundlage zu einer auserlesenen Bibliothek in allen Fächern. Bern 1797, Digitalisat.
- Kleine Schweizerreise im August 1796. Basel 1797.
- Neues A.B.C- und Lesebuch für die Schweizerjugend von fünf bis acht Jahren. Bern 1797.
- Neuverfasste französische Sprachlehre von einem allgemeinen und leichtere Gebrauch. Bern 1797.
- Exposé d'un traitement arbitraire, eprouvé par un citoyen d'Ulm [J. G. Heinzmann] de son magistrat. Modèle du gouvernement aristocratique de la Souabe. Strassburg 1798.
- Republikanischer Weltbeobachter. Neue Berner-Zeitung. Jahrg. Jan. 1798 bis Merz 1799. Von Joh. Georg Heinzmann, freier, deutscher Reichsbürger, wohnhaft seit zwanzig Jahren in der Schweiz. Bern 1798 f.
- Morgen- und Abend-Andachten auf alle Tage der Woche. Ein Handbuch für jeden Menschen, der Gott sucht und das Gute liebt. Bern 1799.
- Leben und Heldenthaten von Bonaparte, Obergeneral der fränkischen Armeen und nun erster Konsul der großen Republik. Frankfurt am Main u. a. 1800, Digitalisat.
- Meine Frühstunden in Paris. Beobachtungen, Anmerkungen und Wünsche, Frankreich und die Revolution betreffend. Nebst Fragment einer kleinen Schweizerreise. Basel 1800.
- Nouvelle Grammaire allemandes a l'usage des français. Bern 1802.
- Kleines Dorflexikon von einem Theil der Schweiz, dem vormals deutschen Kanton Bern (jetzt Kantone Bern, Oberland, Aergäu). Verzeichnis d. Ortschaften, Städte, Dörfer, Flecken. Als 1. Probe vorgelegt. Bern 1801. 2. Aufl.: Kleines Wörterbuch der Ortschaften des Cantons Bern mit Einbegriff des vormaligen Bisthums Basel, oder der fünf Leberbergischen Oberämter. … Neue Ausgabe. Bern 1816, Digitalisat.

Herausgeber: 
- Gotthold Ephraim Lessing: Analekten für die Litteratur. 4 Bde. Bern 1785–1787, Bd. 1, 2, 3, 4.
- Albrecht von Hallers Tagebuch seiner Beobachtungen über Schriftsteller und über sich selbst. 2 Bde. Bern 1787, Digitalisat.
- König Friedrich II. von Preussen. Von der Regierungskunst, und von der Fürstenpflicht. Biel 1789, Digitalisat (Übersetzung aus dem Französischen).
- Eidgenössische Nachrichten oder merkwürdige Ereignisse in dem merkwürdigen Zeitpunkt der Revolution. 20 Nummern. Bern 1798, ZDB-ID 1246857-5. Ab Juni 1798 Neue Berner Zeitung, ab Oktober Berner Zeitung. Am 30. März 1799 eingestellt.[8] Zuletzt als Buch unter dem Titel: Republikanischer Weltbeobachter : Neue Berner-Zeitung : 5. Brachmonat 1798 – 30. März 1799.